# Topologia cofinita
En matemàtiques, la topologia dels complementaris finits o topologia cofinita sobre un conjunt {\displaystyle X} és la topologia definida per 
{\displaystyle {\mathcal {T}}_{cof}=\{A\subseteq X:X\setminus A{\text{ és finit ó }}A=\emptyset \}}
És a dir, un subconjunt {\displaystyle A} de {\displaystyle X} és obert si el seu complementari és un conjunt finit.

## Propietats
Algunes propietats de la topologia cofinita sobre un conjunt {\displaystyle X}:
- Si {\displaystyle X} és finit, la topologia cofinita és la topologia discreta. En aquest cas, un subconjunt {\displaystyle A\subseteq X} és obert si, i només si, és tancat.
- La topologia cofinita sobre {\displaystyle X=\mathbb {R} } és menys fina que la topologia estàndard.
- Un subconjunt {\displaystyle A\subseteq X} és tancat si, i només si, {\displaystyle A=X}, {\displaystyle A=\emptyset } ó {\displaystyle A} és finit.
- Si {\displaystyle x\in U\subseteq X}, llavors {\displaystyle U} és un entorn de {\displaystyle x} si, i només si, {\displaystyle X\setminus U} és finit.
- Tot espai {\displaystyle X} amb la topologia cofinita és T1 i, per tant, T0.
- Si {\displaystyle X} és infinit, llavors no és de Hausdorff. Com a conseqüència, tampoc és T₃.
- Tot espai {\displaystyle X} amb la topologia cofinita és compacte i, per tant, també és de Lindelöf.